# Derthona Foot Ball Club 1971-1972
Questa voce raccoglie le informazioni riguardanti il Derthona Foot Ball Club nelle competizioni ufficiali della stagione 1971-1972.

## Stagione
Nella stagione 1971-72 il Derthona ha disputato il girone A del campionato di Serie C, con 36 punti ha ottenuto il tredicesimo posto in classifica, il torneo è stato vinto con 51 punti dal Lecco che è salito in Serie B, mentre sono retrocessi in Serie D il Treviso, l'Imperia e la Pro Patria.

## Rosa
| N. |                   | Ruolo | Calciatore             |
| -- | ----------------- | ----- | ---------------------- |
|    | Italia (bandiera) | C     | Livio Angeli           |
|    | Italia (bandiera) | C     | Giovanni Ardemagni     |
|    | Italia (bandiera) | C     | Ezio Beltrame          |
|    | Italia (bandiera) | C     | Giacomo Bonacina       |
|    | Italia (bandiera) | A     | Callegaro              |
|    | Italia (bandiera) | D     | Pier Angelo Castellani |
|    | Italia (bandiera) | C     | Antonio Cipelli        |
|    | Italia (bandiera) | A     | Giuseppe Cogliarno     |
|    | Italia (bandiera) | D     | Giancarlo Consolandi   |
|    | Italia (bandiera) | D     | Pierluigi Consonni     |
|    | Italia (bandiera) | P     | Umberto Domenghini     |

| N. |                   | Ruolo | Calciatore        |
| -- | ----------------- | ----- | ----------------- |
|    | Italia (bandiera) | D     | Piero Gastaldi    |
|    | Italia (bandiera) | D     | Federico Ghidoni  |
|    | Italia (bandiera) | D     | Paolo Gorla       |
|    | Italia (bandiera) | D     | Graziano Lozio    |
|    | Italia (bandiera) | A     | Vittorio Magrassi |
|    | Italia (bandiera) | A     | Ivano Martini     |
|    | Italia (bandiera) | C     | Bruno Nordio      |
|    | Italia (bandiera) |       | Orfano            |
|    | Italia (bandiera) | A     | Michele Solbiati  |
|    | Italia (bandiera) | D     | Matteo Spinelli   |
|    | Italia (bandiera) | C     | Luciano Stringini |